# Christopher Longuet-Higgins
Christopher Longuet-Higgins (ur. 11 kwietnia 1923 w Kent, zm. 27 marca 2004) – profesor Uniwersytetu w Susseksie, karierę rozpoczął jako chemik teoretyk.

## Życiorys
Do jego największych osiągnięć należy dostrzeżenie problemu przecięcia stożkowego, a także wprowadzenie grup permutacyjnych w opisie widm molekuł elastycznych. Za te i inne osiągnięcia został wybrany na członka Royal Society. W wieku lat 40 zwrócił się w kierunku sztucznej inteligencji i w 1967 roku założył Department of Machine Intelligence and Perception na Uniwersytecie Edynburskim. Pracował także nad różnymi aspektami maszynowej percepcji mowy i muzyki. Jego praca na temat maszynowej percepcji muzyki została nagrodzona Honorary Doctorate of Music przez Uniwersytet Sheffield.